# Phyllophaga pilositarsis
Phyllophaga pilositarsis är en skalbaggsart som beskrevs av Richard Eliot Blackwelder 1944. Phyllophaga pilositarsis ingår i släktet Phyllophaga och familjen Melolonthidae. Inga underarter finns listade i Catalogue of Life.